# Вербное (Калининградская область)
Вербное — посёлок в Зеленоградском районе Калининградской области. Входил до 2016 в состав Ковровского сельского поселения.

## Население
| 2002 | 2010 |
| ---- | ---- |
| 379  | ↘57  |

В 1895 году в нём проживало 143 человека.

## История
До 1855 года населённый пункт назывался Варгинен, позднее стал называться Даринен.
В 1946 году Даринен был переименован в посёлок Вербное.